# Лисичанський газоносний район
Лисичанський газоносний район —  перспективний газоносний район, який належить до Східного нафтогазоносного регіону України.
Знаходиться в північній частині зони дрібної складчастості відкритого Донбасу. Відрізняється від сусіднього Красноріцького ГР відсутністю в розрізі мезозойських порід на значній площі і значною порушенністю, що погіршує його закритість нард, а також більш високим ступенем ущільнення відкладів карбону. Загальна потужність осадового чохла тут збільшується до 8-9 км. Щільність прогнозних і перспективних ресурсів низька. 